# Segelfensmolly
Segelfensmollyn (Poecilia velifera) är en söt- och brackvattenlevande art av fisk, som i naturen förekommer i kustnära vattendrag kring Yucatánhalvön. Vuxna exemplar kan nå en storlek om 15 centimeter. Den infördes till Europa redan år 1913 av Kropáč, och är sedan dess en av de vanligaste akvariefiskarna. Arten kan lätt förväxlas med Poecilia latipinna, som också är vanlig inom akvariehobbyn.

## Fortplantning
Segelfensmollyn hör till de levandefödande tandkarparna, och föder levande ungar. I själva verket kläcks äggen inne i honan omedelbart före "födseln", så det är inte fråga om äkta födsel utan så kallad ovovivipari. Könsmognaden inträder mellan åtta och tolv månaders ålder. Det är lätt att se skillnad på könen. Hanarna har en stor, segelliknande ryggfena, medan honorna har en mindre och inte lika iögonenfallande ryggfena. Hos könsmogna hanar är dessutom fenstrålarna i analfenan ombildade till ett spetsigt fortplantningsorgan, ett så kallat gonopodium, medan honorna har en normalt formad analfena. Dräktighetstiden löper om sex till åtta veckor (ett varmare vatten ger den kortare dräktighetstiden) och kullarna brukar uppgå till cirka 100 yngel om honan är i god kondition. Hos akvarieuppfödda exemplar föder honan oftast fram omkring 20 yngel.

## Odlingsvarianter
Segelfensmollyn förekommer i en mängd framavlade odlingsvarianter som skiljer sig mycket från den naturliga ifråga om kroppens och fenornas färger. De flesta bär olika kombinationer av gult, rött, vitt och/eller svart. Vildformen är oftast gråaktig till brun, men teckning och färg skiljer sig ganska mycket åt mellan olika fyndlokaliteter.

## Arten som husdjur
I akvarium kan segelfensmollyn vara något mer svårodlad än flertalet andra levandefödande tandkarpar. Den passar i de flesta så kallade sällskapsakvarier. Ett lämpligt akvarium bör innehålla en hel del växter, varav gärna en del flytäxter. Den behöver en stor andel vegetabilisk föda för att trivas, och äter gärna grönalger. Man kan även med fördel mata med bitar av squash, kokta gröna ärtor, förvälld bladspenat eller särskilt vegetabiliskt fiskfoder som finns att köpa i zoohandeln.